# Ochotnicza Straż Pożarna w Kaliszu
Ochotnicza Straż Pożarna w Kaliszu, jednostka ochotniczej straży pożarnej w Kaliszu, założona w 1846, w 1949 dała początek jednostce zawodowej straży pożarnej, od 1957 ponownie jednostka ochotniczej straży pożarnej, od 1992 członek Związku Ochotniczych Straży Pożarnych Rzeczypospolitej Polskiej, od 1995 sekcja ratownictwa wodnego krajowego systemu ratowniczo-gaśniczego; najstarsza straż ogniowa w Królestwie Polskim, druga najstarsza na ziemiach polskich, posiada własne zbiory muzealne.
Strażnica Kaliskiej Straży Ogniowej, neogotycka, wzniesiona na Nowym Rynku w latach 1885–1886 według projektu Józefa Chrzanowskiego, została rozebrana w 1973; w jej miejscu miał stanąć pomnik Walki Zbrojnej i Czynu Rewolucyjnego, jednak budowy pomnika zaniechano po 1989.